# باشگاه فوتبال فلورا تالین
باشگاه فوتبال فلورا تالین (به استونیایی: MTÜ JK FC Flora) باشگاهی در شهر تالین، استونی است.
این باشگاه در سال ۱۹۹۰ میلادی تأسیس شده است.

## افتخارات
- لیگ برتر فوتبال استونی: (۹)[۳]

۱۹۹۳–۹۴، ۱۹۹۴–۹۵، ۱۹۹۷–۹۸، ۱۹۹۸، ۲۰۰۱، ۲۰۰۲، ۲۰۰۳، ۲۰۱۰، ۲۰۱۱
- جام حذفی فوتبال استونی: (۶)[۴]

۱۹۹۴–۹۵، ۱۹۹۷–۹۸، ۲۰۰۷–۰۸، ۲۰۰۸–۰۹، ۲۰۱۰–۱۱، ۲۰۱۲–۱۳
- سوپر جام فوتبال استونی: (۷)[۵]

۱۹۹۸، ۲۰۰۲، ۲۰۰۳، ۲۰۰۴، ۲۰۰۹، ۲۰۱۱، ۲۰۱۲